# أندل بوكس
أندل بوكس أو راندل بوغس (بالإنجليزية: Randal Boggs)‏ هو أحد الخصوم من الفيلمين شركة المرعبين المحدودة وجامعة المرعبين، أثناء إنتاج الفيلم الأول أرادوا أن يسموه نيد، كان من أذكى الوحوش من الشركة وكان شلبي يغار منه، مع العديد من التنقيحات النصية، تم تغيير الاسم إلى راندل وخضع لبعض التغييرات.

## وصلات خارجية
- أندل بوكس في قاعدة بيانات الأفلام على الإنترنت